# Димитриевич, Елена
Елена Димитриевич (серб. Јелена Димитријевић; 27 марта 1862 года, Крушевац — 10 апреля 1945 года) — сербская писательница, поэтесса, феминистка.

## Биография
Елена Димитриевич родилась в 1862 году в городе Крушевац, в то время входившем в княжество Сербия. Её отец Николай был купцом, а мать Стаменка — дочерью князя Милойко из Алексинаца. Елена жила в Алексинаце с 1871 года, где окончила начальную школу, и оставалась там до своего вступления в брак. Замуж она вышла за молодого подпоручика Йована Димитриевича, с которым поселилась в Нише. Позже, в 1898 году, она переехала в Белград, где оставалась до конца своей жизни. Елена Димитриевич много путешествовала по Америке, Африке и Азии, описывая позже свои наблюдения в произведениях.
Димитриевич овладела французским, английским, русским, итальянским и греческим языками, после появления у неё интереса к жизни турецких женщин она выучила ещё и турецкий язык. Быт мусульманских женщин она изучала с 1881 года преимущественно в южной Сербии и Салониках. В 1897 году Димитриевич опубликовала Письма из Ниша о гаремах (серб. Писма из Ниша о харемима), повествующие о жизни в турецких гаремах в Нише за 50 лет до рождения самой писательницы, когда город был ещё частью Османской империи.
В 1908 году впервые вышли её Письма из Салоник (серб. Писма из Солуна), повествующие о времени Младотурецкой революции, центром которой был город Салоники. Впервые они были изданы в «Сербском литературном обозрении» (серб. Српски књижевни гласник), а в 1918 году — отдельной книгой в Сараево.
В 1912 году в свет вышел роман Новые (серб. Нове), получивший в том же году престижную премию Матицы сербской по литературе. Темой произведения был конфликт образованной мусульманской женщины с традиционным восточным образом жизни.
Некоторые работы Димитриевич были переведены на чешский, немецкий и русский языки.
Она умерла в Белграде в возрасте 83 лет, 10 Апреля 1945 года. По сообщению местных газет на её похоронах почти никто не присутствовал из-за того, что по неизвестным причинам, они состоялись на два часа раньше, чем было заявлено.

## Работы
- Une vision, 1891.
- Песме, 1894.
- Писма из Ниша о харемима, Београд 1897.
- Ђул-Марикина прикажња, Београд 1901.
- Фати-Султан, Сафи-Ханум,Мејрем-Ханум, Београд 1907.
- Нове, Београд 1912.
- Американка, Београд и Сарајево 1918.
- Писма из Солуна, Београд 1908, Сарајево 1918.
- Писма из Индије, 1928.
- Писма из Мисира, 1929.
- Нови свет или у Америци годину дана, Београд 1934.
- Седам мора и три океана. Путем око света, 1940.